# Шундук (хутір)
Шундук (рос. Шундук; адиг. Шэндыкъу) — хутір Теучезького району Адигеї Росії. Входить до складу Понежукайського сільського поселення.
Населення — 17 осіб (2015 рік).